# 大国民议会 (利比亚)
大国民议会（阿拉伯语：المؤتمر الوطني العام, al-Mu’tamar al-Waṭanī al-‘āmm），又译国民大会，曾经是利比亚的一院制国家立法机关。2012年8月8日，利比亚过渡政权全国过渡委员会正式将权力移交给国民议会，国民议会成为利比亚的最高权力机关。
國民代表大會成立後，宗教民兵「利比亚黎明」於2014年8月攻佔首都的黎波里，國民代表大會被迫遷到東部的图卜鲁格運作。2014年8月4日，國民代表大會取代大国民议会成为利比亚最高立法机关。
在「利比亚黎明」的支持下，原已解散的大国民议会有部分舊議員在的黎波里另組新的「大国民议会」，與國民代表大會相抗衡。2016年初，獲聯合國支持的「民族团结政府」成立。2016年4月，西部的「大国民议会」解散，由国家最高委员会取代。

## 历史
2012年8月8日，利比亚全国过渡委员会在首都的黎波里的一家高級飯店内将权力移交给国民议会。穆斯塔法·阿卜杜勒·贾利勒卸任国家元首职位，权力移交给利比亚最年长的议员穆罕默德·阿里·萨利姆，贾利勒在仪式上表示，“我将宪法特权正式移交给国民议会。从现在起，它就是利比亚人民的合法代表。”全国委员会随后解散，萨利姆领导的国民议会正式成立并开始运作。
数百人手举蜡烛聚集在的黎波里的烈士广场以象征国家获得和解。当天是伊斯兰教斋月的第20日，在前一年的斋月20日，即2011年8月20日，利比亚国民解放军开始攻陷首都的黎波里。贾利勒向集会的民众发表讲话称“烈士们的鲜血是不会白流的！”
BBC报道称，这次权力移交是“利比亚现代史上的第一次权力和平过渡。”
2013年5月，国民议会以164人投票支持、只有4人反对的结果立法通过一项争议性法律，禁止卡达菲时期的前高官担任公职，有效期为十年。利比亚将成立一个特别委员会以执行这项政治隔离法令。这意味着时任总理扎伊丹和议长穆贾里夫将被解除职务。人权观察表示，该项新法令将影响利比亚的长期和平与安全。

## 组成
总共设有200个席位，其中80席分配给通过比例代表制选举的各政党，另外120席分配给通过單議席單票制选举的独立人士。
2012年7月7日举行国民议会的首次选举，结果自由主义政党全国力量联盟与伊斯兰主义政党公正与建设党分别成为第一、第二大党。首次会议召开的30天内将任命新总理和内阁成员。

### 议席分布
| 政党                                                     | 席位 |
| -------------------------------------------------------- | ---- |
| 全国力量联盟（NFA）                                      | 39   |
| 公正与建设党（JCP）                                      | 17   |
| 全国阵线党（NFP）                                        | 3    |
| 民主与发展党（WHP）                                      | 2    |
| 祖国联盟（UFH）                                          | 2    |
| 全国中间派党（NCP）                                      | 2    |
| National Libyan Party（NLP）                             | 1    |
| Ar-Resalah                                               | 1    |
| Arrakeeza                                                | 1    |
| Al-Watan For Development（WFD）                          | 1    |
| Al-Watan and Development（WAD）                          | 1    |
| Al-Asalah and Renovation（AAR）                          | 1    |
| Al-Asalah and Development（AAD）                         | 1    |
| Al-Ummah Al-Wasat Party（HUW）                           | 1    |
| Labaika National Party（LNP）                            | 1    |
| National Party of Wadi ash-Shati Wadi ash-Shati（NP-WS） | 1    |
| Central Youth Party （WSH）                              | 1    |
| Libyan Party for Liberty and Development（PLD）          | 1    |
| National Parties Alliance（NPA）                         | 1    |
| Libya Al-'Amal （LILP）                                  | 1    |
| Al-Hekma Party（HP）                                     | 1    |
| 无党籍                                                   | 120  |
| 共计                                                     | 200  |

## 主要任务
专家分析称，国民议会掌权后面临的主要任务将是组建联合政府和制订新的宪法。

### 组建政府
2012年9月12日，国民议会选举穆斯塔法·阿布·沙古尔为新一任总理。

## 议会地址
目前还没有确定议会所在地，预计将在的黎波里的阿齐齐亚兵营原址建设一座国会大厦。目前临时过渡议会将在里克索斯纳斯尔酒店附近举行。而原来的总人民大会（卡扎菲统治时的名称）所在的建筑－人民议事堂已经在内战中被毁。

## 关联条目
- 全国过渡委员会
- 总统委员会 (利比亚)
- 国民代表大会 (利比亚)
- 民族团结政府 (利比亚)